# Paranastatus nigriscutellatus
Paranastatus nigriscutellatus is een vliesvleugelig insect uit de familie Eupelmidae. De wetenschappelijke naam is voor het eerst geldig gepubliceerd in 1956 door Eady.